# Cineon
Cineon — одна из первых компьютерных цифровых киносистем, созданная компанией Kodak в начале 1990-х годов. Представляла из себя набор компонентов, состоящий из сканера кинопленки, устройства записи пленки и рабочей станции с программным обеспечением (рабочая станция Cineon Digital Film Workstation) для компоновки, визуальных эффектов, восстановления изображения и управления цветом.
Система была впервые выпущена в сентябре 1992 года. Рабочие станции изначально были построены на базе оборудования Sun - Transputer. Программное обеспечение было снято с продажи к 1997 году, хотя ряд клиентов продолжали использовать его и после этой даты. Эта система была одной из первых в качестве единого решения для разрешения 4K, производства 10-битных цифровых фильмов и промежуточной цифровой обработки. Три основных компонента системы (сканер, программное обеспечение рабочей станции и записывающее устройство) стали лауреатами премии «Оскар» за научно-технические достижения.
В рамках проекта Cineon также был созан 10-битный формата файла журнала Cineon (.cin), предназначенный для обработки цифровых кадров фильмов . Хотя продукт больше не продается, формат файлов Cineon, разработанный Kodak, долгое время широко использовался в отрасле визуальных эффектов для фильмов и лег в основу нового формата Digital Picture Exchange (DPX), стандартизированного SMPTE.